# Potte
Potte település Franciaországban, Somme megyében. Lakosainak száma 111 fő (2022. január 1.). Potte Curchy, Licourt, Mesnil-Saint-Nicaise, Morchain és Hypercourt községekkel határos.

## Népesség
A település népességének változása:
| Lakosok száma | 114  | 108  | 107  | 103  | 105  | 108  | 110  | 110  | 111  |
|               | 2013 | 2015 | 2016 | 2017 | 2018 | 2019 | 2020 | 2021 | 2022 |